# Берлебургская Библия
Берлебургская Библия — старинная Библия на немецком языке в восьми томах, изданная в 1726—1742 годах в городе Бад-Берлебурге, по названию которого и была названа. Представляет собой исправление лютеровского перевода Библии, сделанного уже на основе еврейского текста и французских и английских переводов.
Берлебургская Библия продолжает линию[уточнить], начатую Марбургской Библией.

## История
Она была издана Иоганном Якобом Хаугом (Гауг) (нем. Johann Jacob Haug; 1690 — 1756), поселившимся в Бад-Берлебурге после изгнания его из города Страсбурга, при материальном содействии и сотрудничестве графа Казимира Сайн-Виттгенштейн-Берлебурга (см. Сайн-Витгенштейн). Из остальных переводчиков известны имена Иоганна Конрада Диппеля, Иоганна Христиана Эдельманна и Кристофа Зеебаха.
Вся цель нового перевода заключалась в распространении господствовавших в то время мистических толкований Святого Писания. Этой цели служили главным образом объяснительные примечания, целиком взятые из сочинений известных христианских мистиков: Джейн Лид, Буриньон, Гюйон, Диппеля, Петерсена, Якоба Бёме и других до Оригена включительно.